# Dactylolabis confinis
Dactylolabis confinis är en tvåvingeart som beskrevs av Paul Lackschewitz 1940. Dactylolabis confinis ingår i släktet Dactylolabis och familjen småharkrankar. Inga underarter finns listade i Catalogue of Life.